# Stora Abborrtjärnen (Östervallskogs socken, Värmland, 661894-127264)
Stora Abborrtjärnen är en sjö i Årjängs kommun i Värmland och ingår i Göta älvs huvudavrinningsområde.